# Peperomia verruculosa
Peperomia verruculosa är en pepparväxtart som beskrevs av Gustav Adolf Hugo Dahlstedt och Arthur William Hill. Peperomia verruculosa ingår i släktet peperomior, och familjen pepparväxter. Inga underarter finns listade i Catalogue of Life.